# سحابی سر اسب
سحابی سر اسب (به انگلیسی: Horsehead) که در کاتالوگ سحابی‌های تاریک برنارد با کد B33 شناخته می‌شود یک سحابی تاریک در ابر مولکولی شکارچی است که نزدیک به شرقی‌ترین نقطهٔ صورت فلکی شکارچی (ستاره نطاق) قرار گرفته‌است و ۱۵۰۰ سال نوری تا زمین فاصله دارد.
اولین بار، این سحابی توسط ویلیامینا فلمینگ در سال ۱۸۸۸ میلادی عکس برداری شده‌است و در رصدخانه کالج هاروارد ثبت شده‌است. این جرم همچون دندانه‌ای تیره در میان سحابی نشری قرمز رنگ خودنمایی می‌کند. چهرهٔ تیره‌ای از سر اسب در سحابی آشکار است. این جرم در حقیقت غباری کدر است که در جلوی سحابی نشری و پرنوری قرار گرفته‌است.
این جرم نیز همچون ابرهای جو زمین به صورت اتفاقی چنین شکلی را به خود گرفته‌است. بعد از چندین هزار سال، بخش داخلی سحابی به دلیل حرکت دگرگون می‌شود. انتشار سحابی به رنگ قرمز به علت آمیخته شدن الکترون با پروتونهای اتم هیدروژن است. همچنین در تصویر، سحابی بازتابی آبی رنگی مشاهده می‌شود که به گونه‌ای ممتاز نور آبی ستاره همدم را بازتاب می‌کند.